# Ruteng (ort i Indonesien)
Ruteng är en ort i Indonesien.   Den ligger i provinsen Nusa Tenggara Timur, i den centrala delen av landet, 1 500 km öster om huvudstaden Jakarta. Ruteng ligger 1 203 meter över havet och antalet invånare är 34 569.
Terrängen runt Ruteng är kuperad åt nordväst, men åt sydost är den bergig. Terrängen runt Ruteng sluttar norrut.Runt Ruteng är det ganska tätbefolkat, med 166 invånare per kvadratkilometer. Det finns inga andra samhällen i närheten. I omgivningarna runt Ruteng växer i huvudsak städsegrön lövskog.